# Ewa Szawłowska
Ewa Szawłowska (ur. 29 października 1971 w Warszawie) – polska aktorka teatralna i filmowa.
Absolwentka Państwowej Wyższej Szkoły Filmowej, Telewizyjnej i Teatralnej im. Leona Schillera w Łodzi. Córka operatora dźwięku Jerzego Szawłowskiego.

## Filmografia
- 1993: Taranthriller jako uczestniczka zajęć docenta
- 1995: Faustyna jako dyrektorka
- 1995: Awantura o Basię jako aktorka
- 1997: Przystań jako dziewczyna na spotkaniu u Jana
- 1997: Sztos jako sekretarka „Synka”
- 1998: Sabina jako pielęgniarka
- 1999: Królowa aniołów jako pielęgniarka
- 2000: Noc świętego Mikołaja jako sekretarka dyrektora hipermarketu
- 2000: Zaduszki narodowe 2000. Sybir, ostatnie pożegnanie

### Seriale
- 1996: Awantura o Basię jako aktorka
- 1997–1999: Klan jako Marta Michalska
- 1998: Ekstradycja 3 jako pielęgniarka w prywatnej klinice
- 1999: Tygrysy Europy jako nauczycielka
- 2000, 2003: Lokatorzy jako Madzia; jako Maja
- 2002–2010: Samo życie jako sąsiadka Edyty Kamińskiej
- 2002: Sfora jako żona VIP-a (gościnnie)
- 2003: Kasia i Tomek jako kandydatka na lokatorkę
- 2003: Zaginiona jako Aneta, dziennikarka
- 2004: Na dobre i na złe jako Asia, żona postrzelonego mężczyzny
- 2005: Pensjonat pod Różą jako Ela
- 2006: U fryzjera jako klientka
- 2006: Fałszerze – powrót Sfory
- 2008–2009: Pierwsza miłość jako Ewa Korczyńska, żona Romana, działacza partii „Przymierze Polaków”
- 2009, 2016: Ojciec Mateusz jako matka Patrycji; jako Ewa Jęczmyk-Grant, przyjaciółka Natalii
- 2010: Plebania jako Makowska
- 2018: Diagnoza jako pielęgniarka Patrycji
- 2018: Barwy szczęścia jako Piasecka, matka Pawła
- 2019: Wojenne dziewczyny jako zakonnica